# ارنست لی توماس
ارنست لی توماس (انگلیسی: Ernest Lee Thomas؛ زادهٔ ۲۶ مارس ۱۹۴۹) بازیگر اهل ایالات متحده آمریکا است.
از فیلم‌ها یا برنامه‌های تلویزیونی که وی در آن نقش داشته‌است می‌توان به مالکوم ایکس، آدمهای بامزه، و شهر شکلات اشاره کرد.